# Molophilus (Molophilus) araucoensis
Molophilus (Molophilus) araucoensis is een tweevleugelige uit de familie steltmuggen (Limoniidae). De soort komt voor in het Neotropisch gebied.